# Leptocometes luneli
Leptocometes luneli là một loài bọ cánh cứng trong họ Cerambycidae.